# Ring Ring (canção)
"Ring Ring" é um single de 1973 gravado pelo ABBA, que deu ao grupo sua grande oportunidade em vários países europeus (embora o resto da Europa, América do Norte e Austrália seriam introduzidos ao ABBA no ano seguinte). "Ring Ring" foi escrito originalmente em sueco por Benny Andersson e Björn Ulvaeus, juntamente com seu empresário Stig Anderson, e a tradução para o inglês foi auxiliada por Neil Sedaka e Phil Cody. A versão sueca chegou à primeira posição nas paradas da Suécia.
A canção fala de uma amante esperando uma ligação sozinha ao lado do telefone.

## História
Depois do sucesso de "People Need Love" em 1972 por Björn & Benny, Agnetha & Anni-Frid (como o grupo era conhecido), o empresário do grupo, Stig Anderson, percebeu o potencial de ligação entre os talentos vocais das mulheres com a escrita dos homens. Foi então decidido que o quarteto iria gravar um LP, que eventualmente acabou por ser Ring Ring.
Andersson, Ulvaeus e Anderson foram convidados a apresentar uma canção para o processo de seleção sueca, a fim de escolher a sua entrada para o Eurovision de 1973. Depois de vários dias, Andersson e Ulvaeus vieram com a versão sueca de "Ring Ring", sob o título "Klocklåt" (Sintonize o Relógio). Stig Anderson escreveu a letra com a intenção de fazer uma "papoula" da canção, tentando remover a pompa e circunstância em torno do Eurovision na época.
Depois disso, a canção tinha sido renomeada para "Ring Ring". Para torná-la mais acessível a um público universal, Anderson pediu ao compositor americano Neil Sedaka para escrever as letras numa versão em inglês, juntamente com seu parceiro lírico Phil Cody.
Em 10 de janeiro de 1973, a canção foi gravada no estúdio Metronome em Estocolmo. Michael B. Tretow, o engenheiro de estúdio, colaborou com Andersson e Ulvaeus ao longo de muitos de seus singles e álbuns posteriores. Tretow tinha lido um livro sobre o produtor Phil Spector, famoso pela técnica "wall of sound", sobre o tratamento das canções que ele produziu. Enquanto Spector usou vários músicos tocando os mesmos instrumentos no estúdio de gravação, isso era demasiadamente caro para este caso. A solução de Tretow foi simplesmente gravar a música de apoio duas vezes, a fim de conseguir um som de orquestra. Ao alterar a velocidade das fitas entre os overdubs, os instrumentos ficaram suavemente fora de sintonia, aumentando o efeito. Isso era algo diferente de tudo que havia sido feito antes na música sueca.
No entanto, quando o grupo realizou "Ring Ring", nas baterias suecas em 10 de fevereiro de 1973, eles terminaram em terceiro lugar. Mesmo assim, a canção se saiu muito melhor nas paradas suecas, tanto na versão sueca como na inglesa, batendo o número um e o número dois, respectivamente.
Aqui, o quarteto finalmente decidiu que a performance como um grupo era uma ideia séria e realista. Eles fizeram uma turnê na Suécia, e apesar de "Ring Ring" ter falhado em representar o país no Eurovision de 1973, eles começaram a preparar-se para 1974, com a música "Waterloo".

## Recepção e outras versões
"A música não parecia ter muito espírito predominante, porém uma olhada rápida nos compactos britânicos daquele momento mostra que havia definitivamente um som pop do início dos anos 1970. "Ring Ring" é apenas uma das milhares de músicas de três minutos daquele período: contagiante, fácil de esquecer, hedonista e brilhante em si mesma" — Robert Scott

Apesar de "Ring Ring" não ter tido a oportunidade de representar a Suécia no Festival Eurovisão da Canção de 1973, a versão sueca ("Bara Du Slog En Signal") foi extremamente bem nas paradas suecas, dando a primeira posição ao quarteto. A versão em inglês também foi bem, chegando a segunda posição na Suécia, Noruega e Áustria, e alcançando o Top 10 nas paradas da Holanda, África do Sul e Rodésia (atual Zimbábue). Uma versão remixada da canção chegou à 32ª posição em junho de 1974 (depois do sucesso de "Waterloo"), e, mais tarde, atingiu o número 7 na Austrália durante o auge da "ABBAmania".
Com um ano de lançamento, "Ring Ring" já ultrapassava a marca de meio milhão de cópias vendidas no mercado internacional. No Reino Unido, a canção vendeu por volta de cinco mil cópias, sendo lançada pela Epic Records, que aceitou lançar a canção depois de várias outras gravadoras recusarem.
Uma segunda versão remixada, sendo um pouco diferente mas baseada no que foi liberado no Reino Unido, foi incluída como faixa bônus nas versões americana e canadense do álbum posterior, Waterloo. A versão alemã da música também foi gravada, e foi lançado no que era então a Alemanha Ocidental, mas falhou nas paradas. A versão em espanhol também foi gravada (com letra de Doris Band), mas isso não foi liberado até o CD de 1993 Más ABBA Oro em países selecionados, e internacionalmente na edição de 1999 do ABBA Oro: Grandes Éxitos.

## Faixas
Versão sueca
1. A. "Ring Ring (Bara Du Slog En Signal)"
2. B. "Åh vilka tider"

Versão em inglês
1. A. "Ring Ring" (versão em inglês)
2. B. "Rock'n Roll Band"

Versão em inglês
1. A. "Ring Ring" (versão em inglês)
2. B. "Merry-Go-Round"

Versão em Inglês (Single sueco)
1. A. "Ring Ring" (versão em inglês)
2. B. "She’s My Kind Of Girl"

Versão em alemão
1. A. "Ring Ring" (versão em alemão)
2. B. "Wer Im Wartesaal Der Liebe Steht"

Versão em inglês (Single holandês)
1. A. "Ring Ring" (versão em inglês)
2. B. "She’s My Kind Of Girl"

## Vídeo
O vídeo de "Ring Ring" foi feito em junho de 1974, na SVT Studios, em Estocolmo. Filmado na mesma época de "Waterloo" e dirigido por Lasse Hallstrom, o vídeo mostra o grupo cantando a música em um estúdio branco, acompanhado por Lasse Welland, Brunkert Ola e um outro guitarrista. No entanto, o vídeo foi feito com o Remix de 1974. Uma versão diferente do clipe foi feito em 1989 com canção original.
O vídeo está disponível nos DVDs Number Ones e The Definitive Collection.

## Posições (versões em inglês e sueco)
| Parada musical (1973)       | Posição                                  |
| --------------------------- | ---------------------------------------- |
| Australian Singles Chart    | 92 (primeiro), 7 (re-lançamento de 1976) |
| Austrian Singles Chart      | 2                                        |
| Belgian Singles Chart       | 1                                        |
| British Singles Chart       | 32                                       |
| Dutch Singles Chart         | 5                                        |
| French Singles Chart        | 82                                       |
| New Zealand Singles Chart   | 17                                       |
| Norwegian Singles Chart     | 2                                        |
| Rhodesian Singles Chart     | 12                                       |
| South African Singles Chart | 3                                        |
| Swedish Singles Chart       | 1 (sueco) 2 (inglês)                     |

## Versões oficiais
- "Ring Ring (Bara Du Slog En Signal)" (versão em sueco)
- "Ring Ring" (versão em inglês)
- "Ring Ring" (versão em inglês) - (Remix de 1974 ) / (versão única) / (EUA Remix de 1974)
- "Ring Ring" (versão alemã)
- "Ring Ring" (versão em espanhol) - Não divulgada anteriormente
- "Ring Ring" (Mistura de versões sueco, espanhol e alemão)

## Versões covers
- Magnus Uggla gravou uma versão rock da música em 1979.
- A banda sueca chamada Nashville Train cobriu a canção na década de 1970 em seu álbum ABBA Our Way.
- A banda sueca de rock alternativo Sator gravou um cover da canção para o álbum tributo de 1992 ABBA: The Tribute, lançado pela gravadora Polar Music.

## Na cultura popular
- A música tem participação no filme ABBA: The Movie (1977), durante uma aula de ballet feminina.